# Vansbro (comuna)
Vansbro (em sueco: Vansbro kommun) é uma comuna da Suécia localizada no condado de Dalecárlia. Sua capital é a cidade de Vansbro. Possui 1 540 quilômetros quadrados e segundo censo de 2018, havia 6 807 habitantes.